# Tarasivka, Karlivka
Tarasivka (în ucraineană Тарасівка) este un sat în comuna Maksîmivka din raionul Karlivka, regiunea Poltava, Ucraina.

## Demografie
Componența lingvistică a localității Tarasivka
     Ucraineană (88,72%)
     Rusă (8,21%)
Conform recensământului din 2001, majoritatea populației localității Tarasivka era vorbitoare de ucraineană (88,72%), existând în minoritate și vorbitori de rusă (8,21%).